# Трииодоцинкат(III) калия
Трииодоцинкат(III) калия — неорганическое соединение,
комплексный иодид калия и цинка с формулой KZnI3,
кристаллы,
растворяется в воде,
образует кристаллогидраты.

## Физические свойства
Трииодоцинкат(III) калия образует 
кристаллогидрат состава KZnI3•2H2O,
ромбическая сингония,
пространственная группа P 212121,
параметры ячейки a = 0,9950 нм, b = 1,3726 нм, c = 0,7072 нм, Z = 4.
Хорошо растворяется в воде.